# اونونین
اونونین (به انگلیسی: Ononin) با فرمول شیمیایی C۲۲H۲۲O۹ یک ترکیب شیمیایی با شناسه پاب‌کم ۴۴۲۸۱۳ است. که جرم مولی آن ۴۳۰٫۴۰ g/mol می‌باشد. 